# Ulrike Adeberg
Ulrike Adeberg (Merseburg, RDA, 29 de diciembre de 1970) es una deportista alemana que compitió en patinaje de velocidad sobre hielo. Ganó una medalla de plata en el Campeonato Mundial de Patinaje de Velocidad sobre Hielo de 1994.

## Palmarés internacional
| Campeonato Mundial | Campeonato Mundial     | Campeonato Mundial | Campeonato Mundial    |
| Año                | Lugar                  | Medalla            | Prueba                |
| ------------------ | ---------------------- | ------------------ | --------------------- |
| 1994               | Butte (Estados Unidos) | Medalla de plata   | Clasificación general |